# Quentin Pacher
Quentin Pacher (* 6. Januar 1992 in Libourne) ist ein französischer Radrennfahrer.

## Karriere
Pacher gewann im Jahr 2012 mit einer Etappe der Ronde de l’Isard seinen ersten internationalen Wettbewerb. Er wurde Dritter der Kantabrien-Rundfahrt. Ein weiterer internationaler Sieg gelang ihm 2018 auf einer Etappe der Tour de Savoie Mont-Blanc. Beim Circuit de la Sarthe wurde er 2019 Zweiter der Gesamtwertung. Seine erste Grand Tour bestritt Pacher mit der Tour de France 2020. Er beteiligte sich auf der 4. Etappe an einer Ausreißergruppe und gewann drei klassifizierte Bergwertungsanstiege.
Zur Saison 2022 wurde Pacher Mitglied im UCI WorldTeam Groupama-FDJ. Mit seinem neuen Team nahm er erstmals an der Vuelta a España teil, auf der 17. Etappe verpasste er nur knapp den ersten Etappensieg bei einer Grand Tour, als er bei der Bergankunft am Monasterio de Tentudía nur Rigoberto Urán den Vortritt lassen musste.

## Erfolge
2012
- eine Etappe Ronde de l’Isard
- Bergwertung Kreiz Breizh Elites

2015
- Nachwuchswertung Tour du Haut-Var
- Bergwertung Rhône-Alpes Isère Tour

2018
- eine Etappe Tour de Savoie Mont-Blanc

## Grand Tour-Platzierungen
| Grand Tour            | 2020 | 2021 | 2022 | 2023 | 2024 | 2025 |
| --------------------- | ---- | ---- | ---- | ---- | ---- | ---- |
| Giro d’ItaliaGiro     | –    | –    | –    | –    | –    | 64   |
| Tour de FranceTour    | 53   | 35   | –    | 63   | 46   | 45   |
| Vuelta a EspañaVuelta | –    | –    | DNF  | –    | 21   |      |